# Sing Sing Death House
Sing Sing Death House är det andra studioalbumet av det amerikanska punkrockbandet The Distillers från 2002. Det självproducerade albumet blev bandets debut på skivbolaget Hellcat Records och det första med den nya basisten Ryan Sinn och trummisen Andy Outbreak.
Albumet nådde plats 29 på den amerikanska topplistan Billboard Independent Albums 2002.
Låtarna "City of Angels" och "The Young Crazed Peeling" släpptes även som singlar och musikvideor.

## Låtlista
Alla låtar skrivna av Brody Dalle där inget annat anges.
1. "Sick of It All" – 3:10
2. "I Am a Revenant" – 3:28
3. "Seneca Falls" – 3:01
4. "The Young Crazed Peeling" – 3:16
5. "Sing Sing Death House" – 1:43
6. "Bullet and the Bullseye" – 1:12
7. "City of Angels" – 3:29
8. "Young Girl" – 2:42
9. "Hate Me" (Dalle, Casper) – 1:10
10. "Desperate" – 1:22
11. "I Understand" – 1:47
12. "Lordy Lordy" – 2:19

## Medverkande
The Distillers
- Brody Dalle - sång, gitarr, skivomslag
- Casper Mazzola - gitarr, sång
- Ryan Sinn  - bas, sång
- Andy Outbreak - trummor

Produktion
- Producerad av The Distillers
- Brett Gurewitz - mixning (spår: 1 till 8, 10 till 12)
- Kevin Guineri - inspelning, mixning ("Hate Me")
- Brett Gurewitz, Dave Carlock, Donnell Cameron - ljudtekniker
- Mike Rose - tekniker (trummor)
- Tony - tekniker (gitarr)
- C.Martin, Paul Miner - skivomslag (formgivning)
- Knowles Allen - fotografi (baksida)